# Annick Lambrecht
Annick Lambrecht (Sint-Amandsberg, 9 december 1969) is een Belgisch socialistisch politica voor Vooruit.

## Levensloop
Annick Lambrecht werd licentiaat in de handelswetenschappen aan de Economische Hogeschool Sint-Aloysius, waarna ze lector economie werd. Ook was ze lector aan de Hogeschool West-Vlaanderen.
In 2002 werd ze actief bij de Agalev-afdeling van Brugge en werd er de partijsecretaris van. Nadat Agalev in 2003 van partijnaam veranderde en Groen! werd, werd ze eveneens voorzitter van de West-Vlaamse Groen!-afdeling.
In 2005 was ze een van de drie leden van de Groen!-afdeling van Brugge die intenser wilden samenwerken met de lokale sp.a-afdeling. Ze zouden bij de gemeenteraadsverkiezingen van 2006 in Brugge op de sp.a-kieslijst staan, maar toch partijlid van Groen! blijven. Groen! wilde daar echter niets van weten, waarop Lambrecht haar partijfuncties opgaf en samen met de twee anderen overstapte naar de sp.a.
Voor de sp.a werd Lambrecht in oktober 2006 verkozen tot gemeenteraadslid van Brugge, waar ze van januari 2007 tot maart 2017 schepen was en sinds april 2017 voorzitter van de gemeenteraad is. Bij de lokale verkiezingen van 2012 werd ze eveneens verkozen als provincieraadslid van West-Vlaanderen, een mandaat dat ze tot begin 2017 bleef uitoefenen. Ook was ze van 2007 tot 2017 bestuurslid bij de Vereniging van Vlaamse Steden en Gemeenten, van 2009 tot 2017 lid van het directiecomité van het waterleidingbedrijf TMVW/Farys en van 2013 tot 2019 bestuurslid bij de Maatschappij van de Brugse Zeehaven.
In april 2015 diende ze haar ontslag in als voorzitter van de stedelijke vzw Brugge Plus. Dit was een gevolg van kritiek van de oppositie op de gang van zaken binnen die vzw in aanloop naar het culturele evenement De Triënnale en een open brief van het personeel naar aanleiding van het vertrek van directeur Filip Strobbe. Burgemeester Renaat Landuyt nam daarop zelf het voorzitterschap over.
Bij de federale verkiezingen van 2014 stond ze als eerste opvolger op de West-Vlaamse sp.a-kieslijst voor de Kamer van volksvertegenwoordigers. Door het ontslag van zetelend volksvertegenwoordiger Johan Vande Lanotte begin januari 2017, volgde Lambrecht hem op 12 januari 2017 op in deze functie. Door het cumulverbod binnen haar partij moest ze ontslag nemen als schepen van Brugge en als provincieraadslid van West-Vlaanderen. Op 1 april 2017 werd ze als schepen vervangen door Pablo Annys. Sinds mei 2017 is Lambrecht voorzitter van de Brugse gemeenteraad.
Voor de Vlaamse verkiezingen van mei 2019 was ze West-Vlaamse lijsttrekker voor haar partij. Lambrecht werd met 22.291 voorkeurstemmen verkozen in het Vlaams Parlement. Ook werd ze afgevaardigd naar de Senaat als deelstaatsenator. In het Vlaams Parlement werd ze actief in de commissie Buitenlands Beleid, Europese Aangelegenheden, Internationale Samenwerking en Toerisme. Ze bleef Vlaams Parlementslid en senator tot in juni 2024.
Bij de verkiezingen van juni 2024 was Lambrecht opnieuw kandidaat voor een zetel in de Kamer van volksvertegenwoordigers, ze kreeg de derde plaats op de Vooruit-lijst in West-Vlaanderen en werd met 10.263 voorkeurstemmen verkozen tot federaal volksvertegenwoordiger. In de Kamer werd Lambrecht vast lid van de commissie Buitenlandse Betrekkingen en het Adviescomité voor Europese Aangelegenheden, alsook plaatsvervanger in de commissie Landsverdediging en plaatsvervangend lid in de Parlementaire Vergadering van de Raad van Europa en de Parlementaire Assemblee van de Organisatie voor Veiligheid en Samenwerking in Europa.
Bij de lokale verkiezingen van oktober 2024 stond ze tweede op de Brugse Vooruit-lijst. Ze raakte verkozen en Vooruit stapte in het nieuwe bestuur. Ondanks Lambrechts score bij de verkiezingen, werd ze tot haar eigen teleurstelling niet opgenomen in het nieuwe schepencollege. Ze werd wel opnieuw voorzitter van de gemeenteraad.

## Persoonlijk
Lambrecht heeft een relatie met de voormalige Brugse burgemeester en partijgenoot Renaat Landuyt.